# Amiel Daemion
Amiel Muki Daemion (nota anche solo come Amiel; New York, 1979) è una cantante e attrice australiana.
Si trasferì con la famiglia in Australia a due anni ed intraprese la carriera di attrice negli anni '90, recitando tra l'altro in The Silver Brumby con Russell Crowe e Caroline Goodall. La sua carriera musicale ebbe un picco nel 1999 quando assieme al produttore Josh Abrahams pubblicò la canzone "Addicted to Bass", che arrivò nella top-twenty australiana: ciò le permise di pubblicare in seguito gli album studio Audio Out nel 2003 e These Ties nel 2005.

## Discografia
- Audio Out (2003)
- These Ties (2005)